# Bontekoe (Terneuzen)
Bontekoe is een buurtschap in de gemeente Terneuzen, in de Nederlandse provincie Zeeland. De buurtschap, in de regio Zeeuws-Vlaanderen, ligt ten noordoosten van Zuiddorpe en is gelegen op de kruising van de "Bontekoe" met de Waterhuisstraat en de Hazelarenstraat.
De buurtschap bestaat uit ongeveer tien huizen. Ten noorden van de buurtschap liggen een klein productiebos en de buurtschap Waterhuis. Ten noordoosten van de buurtschap liggen de contouren van het voormalig Fort Sint-Joseph. De Moerspuische Watergang aan de oostzijde scheidt Bontekoe van Hazelarenhoek.
Steden: Axel · Biervliet · Philippine · Sas van Gent · Terneuzen

Dorpen: Hoek · Koewacht · Overslag · Sluiskil · Spui · Westdorpe · Zaamslag · Zandstraat · Zuiddorpe

Buurtschappen: Den Abeele · Altena · Axelschestraat · Batterij · Berdelingebuurte (deels) · Boerengat · Bontekoe · Boschdorp · Boschdorp · Bouchauterhaven · Cootjesdorp · De Sluis · Driedijk · Driekwart · Drieschouwen · Driewegen · Eendragt · Het Fort · Fort Ferdinandus · Griete · Hasjesstraat · Haven (deels) · Hazelarenhoek · Het Zand · Hoek van de Dijk · Holleken (deels) · Hoogedijk · Isabellahaven · Kampersche Hoek · Kijkuit · Klein Gent · Knol · De Kraag · Kruispad · Kwakkel · Magrette · Mauritsfort · Molenhoek · De Muis · Nieuwemolen · Nieuwlandse Molen · Othene · Oude Molen · Oude Polder · Paradijs · Passluis · Poonhaven · Posthoorn (deels) · De Put · De Ratte · Reedijk · Reuzenhoek · Rijgerij · Roodesluis · Schaapdijk · Schapenbout · Sint Andries · Steenovens · De Sterre · Stoppeldijkveer (deels) · Stroodorpe · Vaartwijk · Vaatje · Val · Varempé · Waterhuis · Watervliet · Wouterij · Wulpenbek · Zaamslagveer · Zandplaat · Zwartenhoek

Streekje: Tweekwart

Historische plaatsen: Axelsche Sassing · Noordhoek · De Stuiver · Triniteit · Vingerling

Zeeland: Steden en dorpen in Zeeland      Nederland: Provincies · Gemeenten